# Ервін Катона
Ервін Катона (серб. Ервин Катона, нар. 5 січня 1977, Суботиця, Югославія) - югославський та сербський стронгмен. Відомий своїми виступами на турнірі Найсильніша Людина Світу. 

## Життєпис
Зайняття спортом почав з кікбоксингу. Згодом, у віці 25 років почав тренування з вагою. Вже незабаром завоював ряд балканських нагород і став Найсильнішою Людиною Сербії.
Згодом Ервін став спільчанином Міжнародної Спілки Ломусів. На початку 2009 року під час змагань Ліги Чемпіонів зі Стронгмену у своєму рідному місті Ервін пошкодив біцепс. Не зважаючи на це Катона встиг відновитися вчасно і зміг змагатися за титул Найсильнішої Людини Світу 2009 на Мальті, однак дійти до фіналу він так і не зміг. Наступного року він посів сьоме місце. Того ж 2010-го він зумів покращити своє становище трьома вражаючими перемогами у Лізі Чемпіонів зі Стронгмену у Болгарії, Сербії та Словаччині. В 2010 посів друге місце SCL після Террі Голландса.

## Особисте життя
Ервін є власником власної зали для тренувань в рідній Суботиці. Саме відкриття зали він називає своїм найбільшим досягненням. 25 квітня 2009 в Мілані, Італія він встановив рекорд який було занесено до Книги рекордів Гінесса. 

## Особисті показники
- Вивага лежачи - 300 кг
- Присідання - 400 кг
- Мертве зведення - 400 кг